# Fritz Eckenga

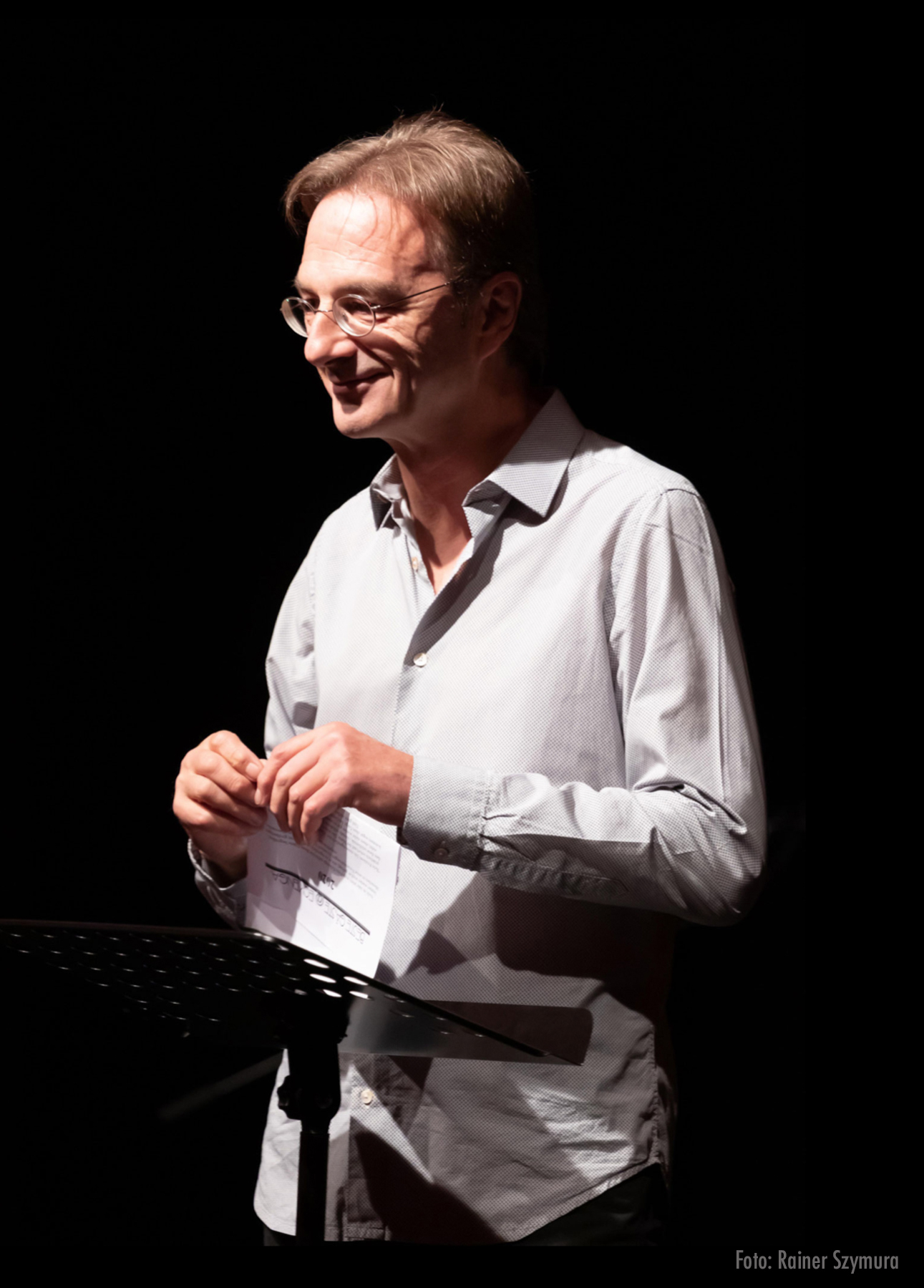
Fritz Eckenga (2019)

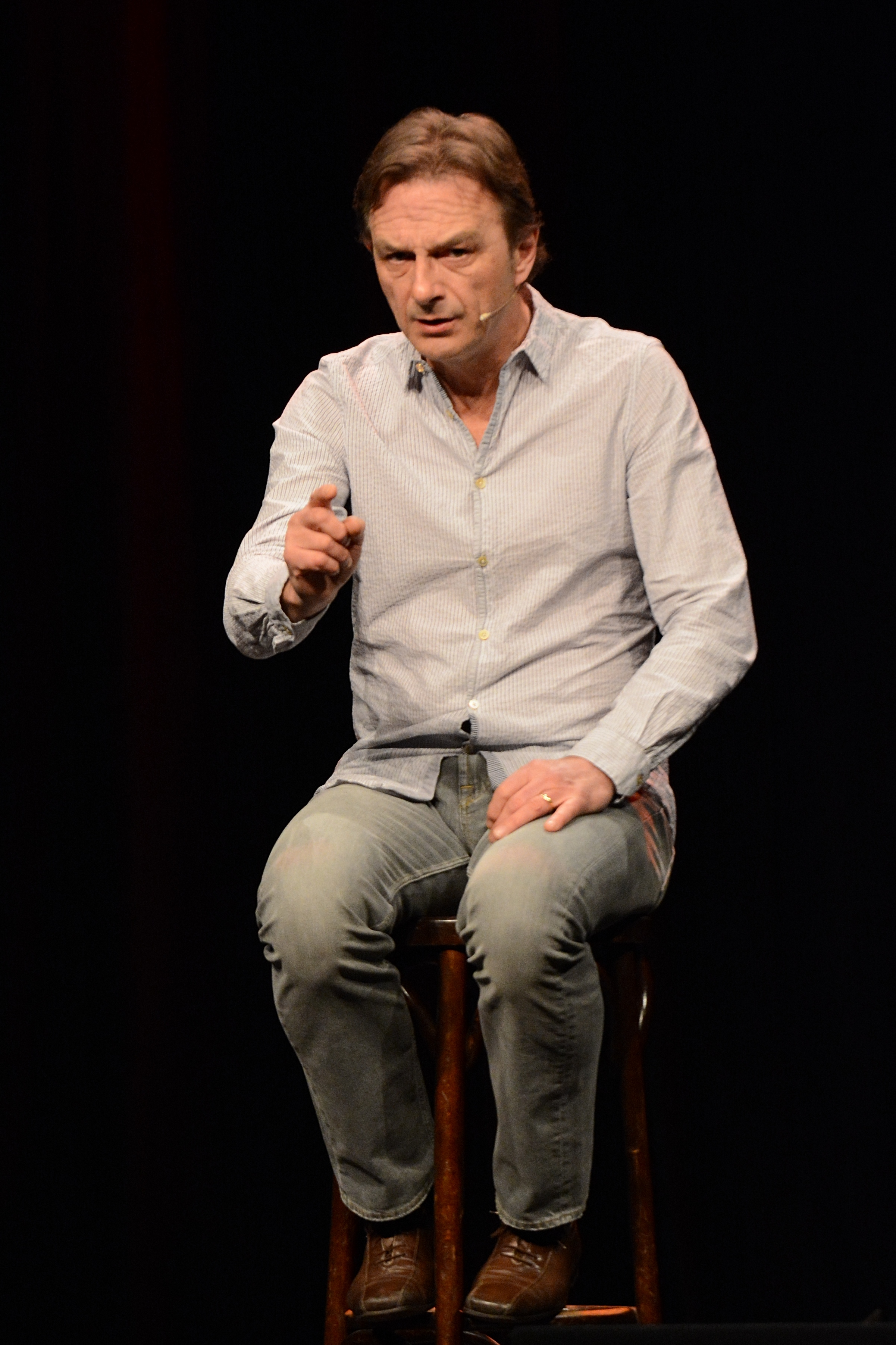
Fritz Eckenga (2014)

Friedhelm „Fritz“ Eckenga (* 30. Januar 1955 in Bochum) ist ein deutscher Kabarettist, freier Autor, Kolumnist in Radio und Presse sowie langjähriges Mitglied des Rocktheater-Ensembles N8chtschicht.

## Leben
Nach einer Ausbildung zum Kaufmann für Grundstücks- und Wohnungswirtschaft arbeitete er vornehmlich als Kabarettist und Autor.
Mit dem seit über 20 Jahren regional erfolgreichen Musik-Theater-Ensemble N8chtschicht, zu dessen Gründungsmitgliedern er gehörte, tourte er regelmäßig, vor allem in Nordrhein-Westfalen. Eckenga tritt seit langem bundesweit mit Soloprogrammen auf.
Bekannt sind seine Auftritte als Bademeister mit verspiegelter Sonnenbrille, der in schönstem Ruhrdeutsch des Chaos am und im Freibadbecken Herr zu werden versucht („Ehh!!! Spring nich vonne Seite rein, Kollege! Machse datt zu Hause auch?“). Als Dichter und Fußballfachsimpler („Mein Freund ist aus Leder“) ist Eckenga regelmäßig im WDR und weiteren ARD-Hörfunkprogrammen zu hören. Er schrieb einige Jahre für die taz, gelegentlich schreibt er noch immer für ausgewählte Zeitungen und Zeitschriften. Er war auch Autor in der kulinarischen Kampfschrift Häuptling Eigener Herd.
Fritz Eckenga lebt in Dortmund.

## Auszeichnungen
2008 wurde Fritz Eckenga von den Mitgliedern des Pressevereins Ruhr im Deutschen Journalistenverband mit dem Eisernen Reinoldus 2008 ausgezeichnet. 2010 erhielt er den Peter-Hille-Literaturpreis Nieheimer Schuhu und 2011 den Literaturpreis Ruhr sowie 2012 den Radio-Kabarettpreis Salzburger Stier. 2017 Tegtmeier Ehrenpreis der Stadt Herne, 2023 den Eselorden von Wesel.

## Werke

### Bühnenprogramme
- Grandhotel ich (N8chtschicht) – 2004
- Ein Wort liebt das andere (Solo) – 2004/2005
- Du bist Deutschland? Ich bin einkaufen (Solo) – 2006/2007
- Im Dienste der Schönheit (Solo) – 2007/2008
- Außer Haus (Solo) – 2008/2009
- Fremdenverkehr mit Einheimischen (Solo) – 2010
- Alle Zeitfenster auf Kippe (Solo) – 2011
- Von Vorn (Solo) – 2013
- Frisch von der Halde (Solo) – 2016
- Nehmen Sie das bitte persönlich (Solo) – 2018
- Am Ende der Ahnenstange (Solo) – 2020
- Hirnschmelze (Solo) – 2023
- Regelmäßige Veranstaltung (1997 bis 2018): Mitteilungen für interessierte Dorfbewohner (im Dortmunder U)
- Regelmäßige Veranstaltung (seit 2019): Beste Gäste @ Eckenga (WDR-Kabarettfest), Fritz-Henßler-Haus, Dortmund[1]

### Theaterstücke
- Nicht ganz drei Tage – eine vorübergehende Komödie, Uraufführung am WLT Castrop-Rauxel, 2015

### Hörspiele
- Pension Börning, Nicht ganz drei Tage (WDR 2017)[2]
- Vielen Dank für Ihr Verständnis – ein Stauspiel in fünf Fahrzeugen (WDR 2021)[3]

### Buchveröffentlichungen
- Draußen hängt die Welt in Fetzen, lass uns drinnen Speck ansetzen. Kunstmann, München 2002, ISBN 3-88897-310-4, Gedichte.
- Mona Lisa muss neu geschrieben werden. Die wahren Geschichten der berühmtesten Gemälde der Welt (mit Günter Rückert). Edition Tiamat, Berlin 2000, ISBN 3-89320-041-X.
- Ich muß es ja wissen. Geschichten und Gedichte vom Fachmann. Edition Tiamat, Berlin 1998, ISBN 3-89320-015-0, (Critica diabolis 77).
- Kucken, ob's tropft. Trockene Geschichten und dichte Gedichte. Edition Tiamat, Berlin, 1997, ISBN 3-89320-003-7.
- Beiträge zu verschiedenen Anthologien
- Jahreshauptversammlung meiner ICH-AG. A. Kunstmann, München 2005, ISBN 3-88897-386-4
- Du bist Deutschland? Ich bin einkaufen. Edition Tiamat, Berlin 2006, ISBN 3-89320-094-0.
- Prima ist der Klimawandel – auch für den Gemüsehandel. A. Kunstmann, München 2007, ISBN 978-3-88897-487-8.
- Immer für Sie da! P. Reclam, Stuttgart 2007, ISBN 978-3-15-020145-9.
- Du bist Deutschland? Ich bin einkaufen. P. Reclam, Stuttgart 2008, ISBN 978-3-15-020140-4.
- Fremdenverkehr mit Einheimischen. A. Kunstmann, München 2010, ISBN 978-3-88897-655-1.
- Alle Zeitfenster auf Kippe. Edition Tiamat, Berlin 2011, ISBN 978-3-89320-156-3.
- Mit mir im Reimen. A. Kunstmann, München 2015, ISBN 978-3-95614-027-3.
- Draußen rauchen ist Mord am ungeborenen Baum. Edition Tiamat, Berlin 2016, ISBN 978-3-89320-212-6.
- Am Ende der Ahnenstange. Edition Tiamat, Berlin 2020, ISBN 978-3-89320-256-0.
- Eva, Adam, Frau und Mann – da muss Gott wohl nochmal ran. A. Kunstmann, München 2020, ISBN 978-3-95614-386-1.
- Poesiealbum 367, Märkischer Verlag, Wilhelmshorst 2022, GTIN 978 3 943 708 67 7.
- Geflügeltes Westfalen – Schräge Vögel und viele Verse. (mit Peter Menne), Woll-Verlag, Schmallenberg 2024, ISBN 978-3-948496-81-4.
- Lesebuch Fritz Eckenga, Aisthesis Verlag, Nyland-Stiftung, Köln 2024, ISBN 978-3-8498-2064-0.

### Diskographie
- Mein wunderbarer Baumarkt und andere selbstgemachte Schöpfungsgeschichten. FSR-Produktions-und-Verlags-GmbH, Bremen 1998 (Mundraub) – u. a. Geschichten in der Rolle des Baumarktleiters Kaltenbecher.
- Text & Musik. N8chtschicht. Mundraub, s. l. 2002, ISBN 3-8218-5502-9.
- Ein Wort liebt das andere. A. Kunstmann, München 2004, ISBN 3-88897-357-0.
- Mein Freund ist aus Leder. Mundraub, s. l. 2006, ISBN 3-8218-5527-4.
- Fremdenverkehr mit Einheimischen. Hörkunst Kunstmann, München 2010, ISBN 978-3-88897-698-8.
- Alle Zeitfenster auf Kippe. Mundraub, 2011, MR 6026-2.
- Am Ende der Ahnenstange. WortArt 2021, ISBN 978-3-8371-5606-5.